# Adam Worwa
Adam Worwa (ur. 3 grudnia 1959, zm. 1 października 2017) – polski hokeista, reprezentant Polski, trener.

## Kariera
W latach 80. był zawodnikiem GKS Tychy. W listopadzie i grudniu 1980 wystąpił w sześciu towarzyskich spotkaniach reprezentacji Polski seniorów, zdobywając w nich dwie bramki.
Został trenerem. W klubie GKS Tychy był szkoleniowcem grup młodzieżowych. Od 2004 prowadził zespół żeński Atomówki GKS Tychy, zdobywając tytuły mistrzowskie w 2007, 2008, ponownie prowadził zespół od początku 2009 roku, również wygrywając ligę w tym roku. Ponadto przejmował tymczasowo prowadzenie męskiego zespołu seniorskiego GKS w sezonach Polskiej Ligi Hokejowej 2000/2001, 2002/2003.
W sezonie PLH 2005/2006 od października 2005 do kwietnia 2006 był trenerem drużyny KH Sanok, która przegrała rywalizację o utrzymanie ze Stoczniowcem Gdańsk. Był to ostatni historycznie sezon sanockiego zespołu na lodowisku Torsan.
Zmarł 1 października 2017.

## Sukcesy
Zawodnicze
- Brązowy medal mistrzostw Polski: 1981, 1983 z GKS Tychy
- Srebrny medal mistrzostw Polski: 1988 z GKS Tychy
- Puchar „Sportu” i PZHL: 1984 z GKS Tychy

Szkoleniowe
- Złoty medal mistrzostw Polski kobiet: 2007, 2008, 2009 z Atomówkami Tychy